# Shambolic Shrinks
Die Shambolic Shrinks waren eine Schweizer Rockband aus dem Zürcher Oberland.

## Geschichte
Gegründet wurden die Shambolic Shrinks im Jahr 2015 von Roman Brechbühl (Schlagzeug), Andreas Egli (Gitarre) und Mario Hasler (E-Bass). Danach kamen Simon Kuhn (Gesang), der in der Nähe von Frankfurt, Deutschland aufgewachsen ist und seit 2012 in der Schweiz lebt, und Lukas Egli (Gitarre) dazu. Im Mai 2016 gewannen die "Shrinks" einen Musikwettbewerb, woraufhin sie das Rock the Ring vor Bands wie Queen, Marillion und Stefanie Heinzmann eröffnen durften. Im gleichen Jahr standen sie auch im Finale des Schweizer Emergenza-Band-Contests im Bierhübeli, Bern. Am 7. Januar 2017 wurde ihre erste LP Stories for Mondays released. Im gleichen Jahr spielte die Band unter anderem an Festivals wie dem Stars in Town in Schaffhausen, Openair Volketswil, Rockfest Schmerikon und spielten eine grosse Europatournee in Deutschland, Tschechien, Polen und der Slowakei. Nach dieser Tour gab Bassist Matthias Bürge Ende 2017 seinen Rücktritt. An seiner Stelle übernahm Mario Hasler, bis dahin 3. Gitarre, den Bass. Am 9. Mai 2018 haben die Shambolic Shrinks ihre zweite LP im Scala in Wetzikon getauft und diese zwei Tage später am 11. Mai 2018 offiziell veröffentlicht. Mit diesem Album sind sie eine Woche später auf dem 19. Platz der offiziellen Schweizer Album Charts eingestiegen.
Nach weiteren grossen Konzerten 2019, unter anderem am Heiteren Openair und bereits zum zweiten Mal am Rock the Ring, wurde es Ende 2019 ruhig um die Band. Auflösungsgerüchte machten die Runde. Nach 6 Monaten Funkstille dann endlich die erlösende Nachricht. Die Shambolic Shrinks existieren weiterhin, nun jedoch unter dem Namen "Shrinx" und ohne Schlagzeuger und Gründungsmitglied Roman Brechbühl. Die Band kündigt kurz danach neue Single Releases für den Sommer 2020 und ein drittes Studioalbum per 2021 an. 

## Diskografie
Alben
- Stories for Mondays (2017; iGroove Vertrieb), 7. Januar 2017
- For The Wildness (2018; iGroove Vertrieb), 11. Mai 2018

Singles
- Much Prettier (2016; iGroove Vertrieb), 10. Juni 2016
- Weekend Show (2016; iGroove Vertrieb), 16. Juni 2016

## Auszeichnungen
- 2018: 2. Platz am AI Bandcontest, Appenzell, Schweiz[15]
- 2018: Gewinner Rockbattle Contest, Hittnau, Schweiz
- 2018: Gewinner Opensee Contest, Konstanz, Deutschland[16]
- 2017: Gewinner Gurten Waldbühne Voting, Bern, Schweiz[17]
- 2016: Gewinner Band-Battle ROCK THE RING, Hinwil, Schweiz[18]